# Mattheis bricht’s Eis
Mattheis bricht’s Eis ist ein Lustspiel von Georg Queri aus dem Jahr 1918. Der Titel spielt auf eine Bauernregel an.

## Handlung
Mattheis wurde von seinem Vater dazu bestimmt Lehramt zu studieren, um der Dorflehrer zu sein. Er entschied sich dafür, anstatt Pfarrer Lehrer zu werden. Eigentlich wäre er jedoch viel lieber Bauer geworden. Deshalb arbeitet er im Sommer als Bauernknecht. Seine Vorgesetzten sehen das nicht gerne, da sie der Meinung sind, dass ein Lehrer nicht Mist fahren oder sich mit anderen Burschen prügeln soll. Der Knecht der Gschnwenders wird kurz vor der Ernte verhaftet. Dieses Jahr arbeitet Mattheis beim Gschwendtnerbauer während der Vakanz (Sommerferien) und verliebt sich in dessen wählerische Enkelin und Hoferbin. Der Bauer erkennt die Fähigkeit von Mattheis und führt alles mit List zum Guten. Am Ende finden die beiden zueinander.

## Verfilmung
Das Theaterstück wurde in der Reihe Der Komödienstadel verfilmt und am 27. Mai 1972 erstmals ausgestrahlt:
- Der alte Gschwendtnerbauer: Ludwig Schmid-Wildy
- Die Gschwendtnerbäuerin: Paula Braend
- Ihre Enkelin Stasi: Katharina de Bruyn
- Der Schneider auf der Stöhr: Hans Löscher
- Xaverl, sein Lehrbub: Claus Grießer
- Der Bauernbursch Vöstl: Georg Einerdinger
- Mattheis Summerer: Gerhart Lippert
- Der Altknecht Michl: Hans Stadtmüller
- Schulrat: Hannes Keppler
- Pater Emmeran: Karl Tischlinger
- Altes Bauernehepaar: Alfred Pongratz und Rosl Mayr
- Der Nachtwächter: Willy Harlander
- Bassgeiger: Rüdiger Simmer
- Bursch: Franz Messner
- Trommler: Max Grießer
- Vroni: Johanna Baumann
- Dirndl: Friedl Rauch
- Regie: Olf Fischer